# عبد الغفار عودة
عبد الغفار عودة (2 يونيو 1940 الدقهلية - 23 فبراير 2003)، مخرج وممثل مصري، عمل في المسرح والإذاعة والتليفزيون. توفي عام 2003 بعد إصابته بالفشل الكلوي.

## الدراسة والعضويات
حصل على بكالوريوس المعهد العالي للفنون المسرحية عام 1964 قسم التمثيل والإخراج، ثم حصل على شهادة في الإخراج المسرحي من جمهورية المجر عام 1972 تشمل الجانبين العملي والنظري. انضم لعضوية المسرح القومي ممثلًا ومخرجًا، وعمل في قسم المسرح بكلية الآداب بجامعة الإسكندرية، وكان عضوًا بمجلس نقابة المهن التمثيلية على مدى سبعة عشر عاماً.

## العمل
عمل في وزارة الثقافة لمدة 42 عاماً حتى وصل إلي درجة وكيل وزارة. كما شغل منصب نقيب الممثلين لدورتين متتاليتين. بدأ مسيرته الفنية في المسرح في فترة الستينيات من القرن العشرين، حيث أخرج مسرحيته الأولى وعنوانها «ورق ورق». ومن أعماله المسرحية الأخرى مسرحية «ست الملك» ومسرحية «السبنسة». شغل منصب نقيب الممثلين دورتين متتاليتين، وأسس المسرح المتجول وعمل مديرًا له. من أهم أعماله التلفزيونية كممثل: القضاء في الإسلام، محمد رسول الله إلى العالم، إمام الدعاة، الأبطال (مسلسل).